# David (Donatello)
David je naslov dveh kipov svetopisemskega junaka Davida italijanskega zgodnjerenesančnega kiparja Donatella. Sestavljen iz zgodnjega dela v marmorju oblečene figure (1408–09) in veliko bolj znane bronaste figure, ki je gola, razen čelade in škornjev in sega v 1440-ta leta. Oba sta zdaj v muzeju Museo Nazionale del Bargello v Firencah.

## Biblično besedilo
Zgodba o Davidu in Goljatu izvira iz 1 Sam 17. Izraelci se borijo proti Filistejcem, katerih prvak - Goljat - večkrat ponudi srečanje z najboljšim bojevnikom Izraelcev v posameznih bojih, da se odločijo za celo bitko. Noben od izurjenih izraelskih vojakov ni dovolj pogumen, da bi se boril proti velikanskemu Goljatu, dokler David - pastirski deček, ki je premlad, da bi bil vojak - ne sprejme izziva. Savel, izraelski vodja, ponudi Davidu oklep in orožje, a fant je neizučen in ga zavrne. Namesto tega vzame v roko svojo palico, si izbere pet gladkih kamnov iz potoka, jih položil v svojo pastirsko torbo, ki jo je imel, v malho, v roko pa je vzel svojo fračo in šel proti Filistejcu. S kamenjem udari Goljata v glavo, velikana zruši, nato pa zgrabi Goljatov meč in mu odseka glavo. Filistejci se umaknejo po dogovoru in Izraelci se rešijo. Davidova posebna moč izvira od Boga in zgodba ponazarja zmagoslavje dobrega nad zlom .

## MarmorniDavid
Donatello je takrat v zgodnjih dvajsetih letih leta 1408 dobil naročilo, da izkleše kip Davida, ki bo postavljen vrh ene od opornikov stolnice v Firencah, čeprav tam ni bil nikoli postavljen. Nanni di Banco je istega leta dobil naročilo, da v istem merilu izkleše marmornat kip Izaije. Eden od kipov je bil postavljen na svoje mesto leta 1409, vendar je bilo ugotovljeno, da je premajhen, da bi ga bilo enostavno videti s tal in so ga podrli; oba kipa sta nato v delavnici opere stala nekaj let. [2] [3] [4] Leta 1416 je firenška Signoria zapovedala, da se David pošlje v Palazzo della Signoria; očitno je bil mladi David viden kot učinkovit politični simbol in tudi verski junak. Donatella so prosili, naj kip prilagodi (morda zato, da bi bil videti manj kot prerok) in zanj je bil narejen podstavek z napisom: PRO PATRIA FORTITER DIMICANTIBUS ETIAM ADVERSUS TERRIBILISSIMOS HOSTES DII PRAESTANT AUXILIUM ('Za tiste, ki se borijo pogumno za očetnjavo bogov posojajo pomoč tudi najstrašnejšim sovražnikom').
Marmornat David je najstarejše znano Donatellovo pomembno naročilo in delo, ki je tesno povezano s tradicijo, kar daje malo znakov inovativnega pristopa k predstavitvi, ki bi ga umetnik razvijal, ko bi zorel. Čeprav pozicioniranje nog namiguje na klasični kontrapost, figura stoji v elegantnem gotskem zibu, ki zagotovo izvira od Lorenza Ghibertija. Obraz je radovedno prazen (to je, če pričakujemo naturalizem, vendar zelo značilen za mednarodni gotski slog), David pa se skoraj ne zaveda glave svojega izmuzljivega sovražnika, ki počiva med njegovimi nogami. Nekateri učenjaki so videli element osebnosti - nekakšno aroganco - ki jo nakazujejo zvijanje trupa in postavitev leve roke v bok, [6] [7], vendar je na splošno učinek figure precej blag. Glava Goljata, ki leži pri Davidovih nogah »je izklesana z veliko zanesljivostjo in razkriva, da se je mladi kipar resnično renesančno zanimal za starodavno rimsko vrsto zrele, bradate glave«. [8

## BronastiDavid
Donatellov bronasti kip Davida (okrog 1440-ih) slovi kot prvo nepodprto stoječe delo iz bronaste litine v času renesanse in prvi samostoječi goli moški kip, narejen od antike. Upodablja Davida z zagonetnim nasmehom, ki je z nogo postavil na odsekano glavo Goljata tik po porazu velikana. Mladenič je popolnoma gol, razen klobuka in škornjev na vrhu lovorja in nosi meč Goljata.
Ustvarjanje dela je nedokumentirano. Večina učenjakov domneva, da je kip naročil Cosimo de' Medici, vendar datum njegovega nastanka ni znan in je zelo sporen; predlagani datumi se razlikujejo od 1420-ih do 1460-ih (Donatello je umrl leta 1466), večina mnenj pa je nedavno padla v 1440-ta, ko je bila v gradnji nova palača Medici, ki jo je zasnoval Michelozzo . Po eni teoriji ga je v 1430-ih naročila družina Medici, da se postavi na sredino dvorišča stare palače Medici. Lahko pa bi se postavil v novi Palazzo Medici, kjer je bil pozneje postavljen, kar bi naročilo postavilo sredi 1440-ih ali celo pozneje. Kip tam beležijo šele leta 1469. Družina Medici je bila leta 1494 izgnana iz Firenc, kip pa je bil preseljen na dvorišče Palazzo della Signoria (marmorni David je bil že v palači). V 17. stoletju so ga preselili v Palazzo Pitti, v Uffizi leta 1777, nato pa končno, leta 1865, v Museo Nazionale del Bargello, kjer je še danes.
Po Vasariju je kip stal na stebru, ki ga je zasnoval Desiderio da Settignano sredi dvorišča Palazzo Medici. Kaže, da je napis razložil pomen kipa kot političnega spomenika. Quattrocento rokopis, ki vsebuje besedilo napisa, je verjetno zgodnje sklicevanje na kip; žal rokopis ni datiran. Čeprav je politični pomen kipa splošno sprejet, o tem kaj pomeni veliko razpravljalo znanstveniki.
Ikonografija bronastega Davida sledi marmornemu Davidu: mlad junak stoji z mečem v roki, odsekana glava sovražnika je pri nogah. Vizualno pa je ta kip presenetljivo drugačen. David je fizično občutljiv in izjemno izstopajoč. Glava naj bi bila navdihnjena s klasičnimi skulpturami Antinoja, Hadrijanovega ljubljenca, ki je bil znan po svoji lepoti. Fizika kipa, v nasprotju z velikim mečem v roki, kaže, da je David premagal Goljata ne s fizičnimi močmi, ampak z Bogom. Fantova golota nadalje implicira idejo o Božji prisotnosti, ki je mladost primerjala z močnim oklepom velikana. David je predstavljen neobrezan, kar je običajno za gole moške v italijanski renesančni umetnosti.

### Polemika
Nobenih znakov sodobnih odzivov na Davida ni. Vendar dejstvo, da je bil kip postavljen v mestno hišo Firenc v 1490-ih, kaže na to, da nanj niso gledali kot na spornega. V začetku 16. stoletja je Herald  Signorie skulpturo omenil na način, ki je nakazoval, da je v njem nekaj neresnega: »David na dvorišču ni popolna figura, ker je njegova desna noga neokusna« . Do sredine stoletja je Vasari kip opisal kot tako naturalističen, da ga je moral narediti iz življenja. Toda med umetnostnimi zgodovinarji 20. in 21. stoletja je bilo veliko polemike o tem, kako to razlagati.
Goljatova brada se vije okoli Davidovega stopala v sandalih, kot da mladi junak potiska prste po laseh svojega mrtvega nasprotnika. Goljat nosi krilato čelado. Davidova desna noga trdno stoji na kratkem desnem krilu, medtem ko levo krilo, precej daljše, sega ob desni nogi do pregiba.
Slika je bila razlagana na različne načine. En naj bi nakazoval, da je bil Donatello homoseksualec in da je to izražal s tem kipom. Drugi je namiguje, da se delo nanaša na homosocialne vrednote v florentinski družbi, ne da bi izrazil Donatellove osebne težnje.  Vendar pa je bila v času renesanse sodomija nezakonita, zato je bilo v Firencah zaradi tega zločina prizadetih več kot 14.000 ljudi . Torej bi bila ta homoseksualna posledica nevarna. Tretja razlaga je, da David predstavlja Donatellovo prizadevanje, da ustvari edinstveno različico moškega akta, da uveljavi umetniško licenco, namesto da bi kopiral klasične modele, ki so bili doslej vir za prikaz moškega akta v renesančni umetnosti.

### Sprememba identifikacije
V tradicionalno identifikacijo figure je leta 1939 prvič dvomil Jeno Lanyi, interpretacija pa se je nagibala k starodavni mitologiji, čelada heroja je še posebej predlagala Hermesa. Številni učenjaki v zadnjih 70 letih so sledili Laniju, ki kip včasih označuje kot David-Merkur. Če bi figura resnično predstavljala Merkurja, bi lahko domnevali, da stoji na vrhu glave premaganega velikana Argusa Panoptesa. Vendar je ta identifikacija zagotovo napačna; vsi sklici quattrocenta na kip ga označujejo kot Davida.

### Obnova
Kip je bil obnovljen med junijem 2007 in novembrom 2008. To je bilo prvič, vendar so pomisleki glede plasti 'mineraliziranih voskov' na površini brona privedli do 18-mesečnega posredovanja. Kip so strgali s skalpeli (na ne pozlačenih območjih) in lasersko (na pozlačenih območjih) odstranili površinski nanos .

### Kopije in vpliv
V londonskem muzeju Victoria in Albert je mavčni odlitek v polni velikosti (s počenim mečem). Na voljo je tudi kopija iz belega marmorja v polni velikosti v Temperate House v Kraljevskih botaničnih vrtovih, Kew, Surrey, nekaj milj zunaj središča Londona. Poleg izvodov v Združenem kraljestvu je še en izvod v muzeju Slater na Norwich Free Academy v Norwichu, Connecticut, Združene države Amerike. [28]
David je bil še naprej predmet velikega zanimanja za italijanske mecene in umetnike. Kasnejše predstavitve svetopisemskega junaka vključujejo dela: Antonia del Pollaiuola David (Berlin, Staatliche Museen, c. 1470, panelna slika),  Verrocchiov David (Firence, Bargello, 1470-ta, bron), Domenico Ghirlandaio David (Firence, S. Maria Novella, c. 1485, freska), Bartolomeo Bellano David (New York, Metropolitan Museum of Art, 1470-ta, bron), Michelangelov David (Firence, Accademia, 1501–1504, marmor) in BerninijevDavid (Rim, Galleria Borghese, 1623–24, marmor).